# Li Yuchun
Li Yuchun (chinois : 李宇春 ; pinyin : lĭ yŭchūn), plus connue sous le nom de Chris Lee, née le 10 mars 1984, née à Chengdu, dans la province du Sichuan, en République populaire de Chine est une chanteuse de Mandopop et actrice chinoise han.

## Œuvres

### Filmographie
- 2009 - Bodyguards and Assassins
- 2011 - Dragon Gate, la légende des Sabres volants
- 2016 - From Vegas to Macau 3
- 2016 : See You Tomorrow
- 2018 : Monster Hunt 2[2]